# Andrea Esteban Catalán
Andrea Esteban Catalán (Terol, 29 de febrer de 1996) és una exfutbolista i entrenadora espanyola. És l'entrenadora del València CF de la Superliga Femenina, últim equip on va jugar.
Va formar part de la Selecció espanyola femenina Sub17 amb la qual va guanyar l'Europeu Femení Sub17 el 2011, jugant sols un partit per causa d'una lesió.
Va anunciar la retirada el 13 de març de 2019, després de cinc lesions de lligament encreuat als genolls. Com a entrenadora, des de març del 2019 fou la seleccionadora de la selecció valenciana sub15, fitxant pel València CF el maig del 2020, com a segona entrenadora de José Bargues. El 2 de juliol del 2021 s'anuncià que era la nova entrenadora de l'equip.